# Richard Hrdlička
Richard Hrdlička (10. dubna 1868 Mladá Vožice – 22. června 1967 Tábor) byl český historik, spisovatel, překladatel, typograf a vydavatel.

## Mládí a studium
Narodil se v domě čp.122 v početné rodině (11 sourozenců) mladovožického úředníka-písaře okresního soudu. Od roku 1878 žil s rodiči v Táboře, začal studovat místní reálné gymnázium (také u profesorů Augusta Sedláčka a Martina Koláře ), ale po smrti otce studium musel ukončit z finančních důvodů. Vyučil se typografem-knihtiskařem ve Frankově tiskárně v Táboře.

## Knihtiskař a vydavatel
V táborské tiskárně pracoval i po vyučení a později se stal zástupcem majitele, také stál jako předseda v čele filiálky Typografické besedy v Táboře. Snaživý a cílevědomý Hrdlička se po získání autografické a knihtiskařské koncese osamostatnil a v zakoupeném (1900) domě ve městě (dnešní Budějovická ulice) si zřídil tiskárnu s názvem AUTOGRAFIA. V ní na zakoupeném tiskařském stroji „Liberty Machine Works Berlin“ svoje literární práce sám tiskl i vydával. Vydal Kalendářík naší mládeže 1906-7, v roce 1908 začal vydávat hasičský časopis Oheň a světlo a v letech 1920-1937 vlastním nákladem Staré a nové letopisy táborské, které byly jeho největší vydavatelskou prací; vyšlo 29 sešitů, v nichž otiskoval vlastní i cizí práce (Augusta Sedláčka, R.Cikharta, K.Thira, J. Švehly a jiných). V roce 1909 podnikl cestu po Německu, kde navštívil řadu grafických závodů; vlastním nákladem vydal (1911) a vytiskl Srovnávací přehled některých výrazů z oboru knihtisku ve všech slovanských nářečích. Svoji tiskárnu v domě měl až do roku 1937, potom ji zrušil, převedl na Fr.Chaloupeckého a V.Plívu a ti v nové tiskárně s moderním vybavením (AUTOGRAFIA, Tábor-Husovo náměstí č.531) tiskli a vydávali do roku 1950.

## Ve Spořitelně
V letech 1. světové války, kdy situace nepřála podnikání v profesi tiskaře, nastoupil Richard Hrdlička jako kontrolor v táborské Městské spořitelně. Vzdělání si doplnil absolvováním večerní obchodní školy, účetnických kurzů a také ovládnutím stenografie. V zaměstnání-zpočátku u zvláštního systému sčítacích strojů-vynikal precisností a svými novými postupy, které pak zaváděly i jiné peněžní ústavy. Kontrolní oddělení spořitelny vedl až do odchodu do penze. Napsal řadu článků-pojednání o peněžnictví, například: Pomocné stroje kancelářské ve spořitelnách, Dětské vklady, Jak se kolkovaly bankovky roku 1919.

## Dílo

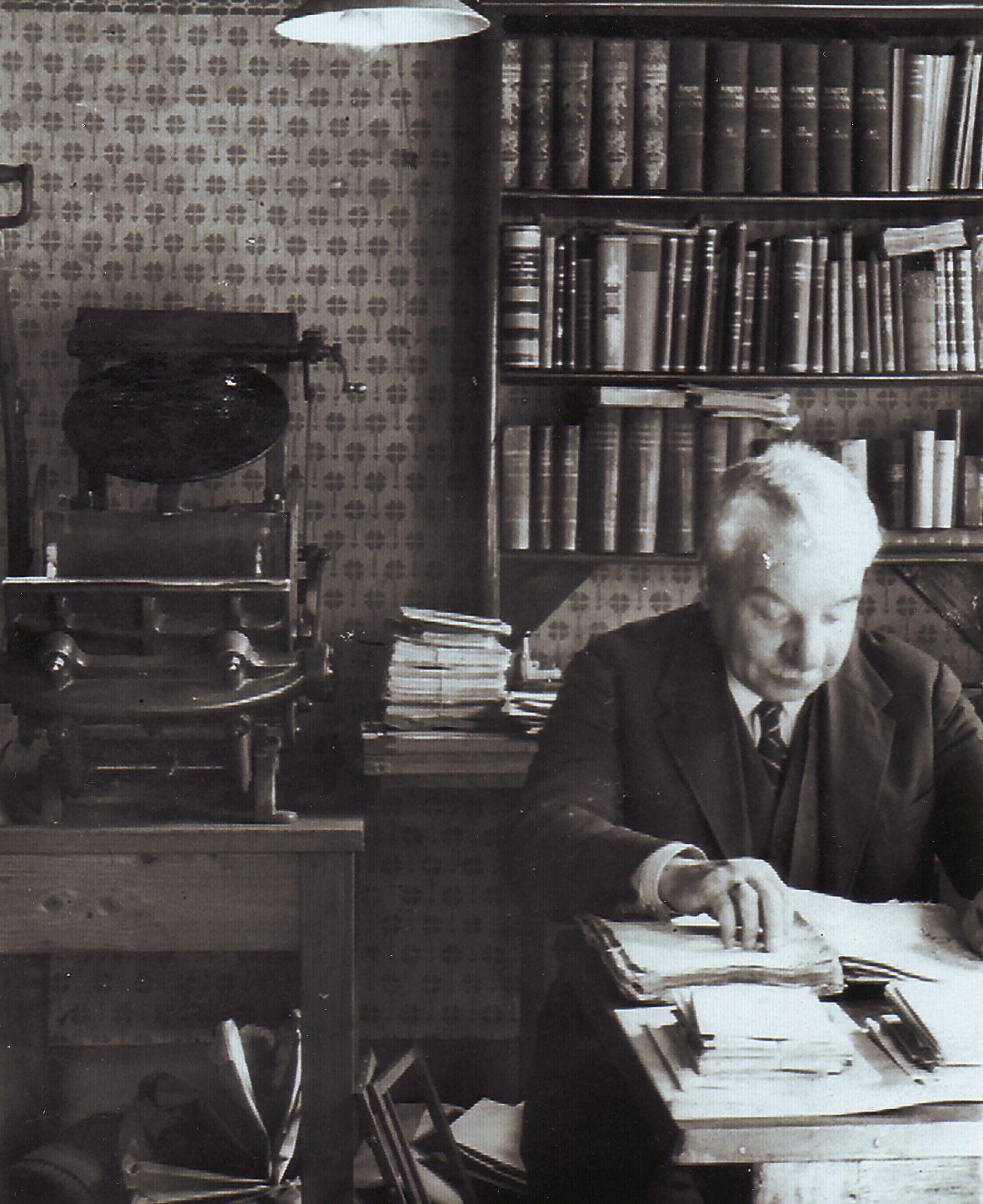
Spisovatel a vydavatel Richard Hrdlička ve své pracovně tiskárny, okolo roku 1930

Již v devatenácti letech začal R.Hrdlička uveřejňovat drobné literární práce. Osvojil si několik jazyků, hlavně slovanských a celkem uveřejnil přes 20 překladů z ruštiny a 70 ze srbštiny, asi 40 z chorvatštiny a přes 40 z bulharštiny a také několik z němčiny a maďarštiny. Drobné překlady vycházely v nejrůznějších časopisech (převážně před rokem 1913). Samostatně vyšly tiskem překlady většího rozsahu: (1907)-Bronislav Nušič: Povídky desátníka z války srbsko-bulharské; (1911)-Danilo Medič: V ruském táboře 1877-1878; (1913)-Žerty a příhody Nasredina Chodži.
V Hrdličkově drobné tvorbě je jak beletrie, tak články z historie, odborné stati z knihtiskařského oboru i bankovnictví v různých odborných a krajinských listech; přispíval do mnoha listů, jako byly např.: Buditel, Hlasy z Podřipska, Hlasy z Pošumaví, Humoristické listy, Kodym, Lesní stráž, Národní politika, Naše domácnost, Písecké listy, Rozmarův Lesnický týdeník, Typografia, V boj, Veleslavín, Z lesů a luhů, Svobodné Slovo, Práce, Lidová demokracie, Vosa. Z všestranných zájmů postupně více času a úsilí věnoval historickému–vlastivědnému bádání, se zaměřením zejména na Táborsko a Vožicko. Za skoro stěžejní práci lze považovat rodopisnou studii Hubatiové z Kotnova, vydané vlastním nákladem v roce 1927 a také dodnes jen v rukopise uložené Staré domy a domky vožické a podklady k dějinám Mladé Vožice.
- Přehled celého díla je uveden v Jihočeském sborníku historickém, r. 36 (1967), str. 226 – 232[2]

## Členství
Richard Hrdlička byl členem: (1912) Sdružení překladatelů; (1920) Syndikátu spisovatelů českých; předseda filiálky Typografické besedy v Táboře; (1930) Rodopisné společnosti československé; Společnosti přátel starožitností (zakládající člen); táborské skupiny tamburašů; tělovýchovné organizace Sokol od studentských let.
- V roce 1935 byl jmenován čestným občanem Mladé Vožice.
- Zemřel nečekaně ve věku nedožitých sta let 22. června 1967 v Táboře, kde je i pochován.